# Долгорукова, Людмила Николаевна
Людми́ла Никола́евна Долгору́кова (25 октября 1939, Москва, СССР — 15 августа 2012, Москва, Россия) — советская и российская актриса театра и кино, Заслуженная артистка РСФСР (1971).

## Биография
Родилась в Москве 25 октября 1939 года. 
Окончила актёрский факультет ГИТИСа (курс народного артиста РСФСР Григория Конского, 1961). В 1961—1965 годах — актриса Московского ТЮЗа. С 1961 года — актриса Московского драматического театра имени Н. В. Гоголя. С 1986 года участвовала в постановках Театра на Юго-Западе. Играла в спектаклях театра «Мастерская Петра Фоменко» («Бесприданница», «Три сестры»).
Была женой российского актёра театра и кино Николая Алексеева (1942—1996).
Умерла 15 августа 2012 года в Москве на 73-м году жизни. Похоронена на московском Троекуровском кладбище.

## Фильмография
| Год       |     | Название                                                                     | Роль                                                    |
| --------- | --- | ---------------------------------------------------------------------------- | ------------------------------------------------------- |
| 1961      | ф   | Горизонт                                                                     | Маша                                                    |
| 1961      | ф   | Человек идёт за солнцем                                                      | Викторица                                               |
| 1963      | ф   | Два воскресенья                                                              | Люся                                                    |
| 1967      | ф   | Прямая линия                                                                 | Наташа                                                  |
| 1969      | тф  | Вчера, сегодня и всегда                                                      | «Фёкла» (Вера)                                          |
| 1971      | тф  | Верхом на дельфине                                                           | Имя персонажа не указано                                |
| 1973      | тф  | Разные люди                                                                  | Людмила Седых, жена Николая                             |
| 1983      | тф  | Полнолуние                                                                   | Вера Романовна                                          |
| 1985      | тф  | Город над головой                                                            | Жена инженера Волгина                                   |
| 1986      | кор | Эксперимент 200                                                              | «Формула»                                               |
| 1988      | ф   | Комментарий к прошению о помиловании                                         | Надежда Говорова                                        |
| 1988      | ф   | Предлагаю руку и сердце                                                      | Диана Владимировна                                      |
| 1988      | ф   | Публикация                                                                   | завуч                                                   |
| 1989      | ф   | То мужчина, то женщина                                                       | Госпожа Смирнова                                        |
| 1992      | ф   | Чёрный квадрат                                                               | Елена Петровна                                          |
| 2000—2001 | с   | Маросейка, 12. Операция «Зелёный лёд»                                        | мать Орла                                               |
| 2001      | ф   | Клетка                                                                       | Семёновна                                               |
| 2002      | с   | Приключения мага                                                             | Эльвира                                                 |
| 2002      | ф   | Свободная женщина                                                            | бабушка                                                 |
| 2002      | с   | Следствие ведут ЗнаТоКи. Третейский судья                                    | нянечка                                                 |
| 2003      | тф  | Верная жена                                                                  | Барбара Фоусит                                          |
| 2003      | тф  | Женская логика 3                                                             | Лиза                                                    |
| 2003      | ф   | Замыслил я побег                                                             | эпизод                                                  |
| 2003      | ф   | Козлёнок в молоке                                                            | старушка в самолёте                                     |
| 2003      | ф   | Нет спасения от любви                                                        | Алевтина Матвеевна                                      |
| 2003      | ф   | Таксист                                                                      | Наталья Павловна                                        |
| 2004      | мф  | Знакомые нашей ёлки                                                          | озвучивание                                             |
| 2004—2007 | с   | Виола Тараканова. В мире преступных страстей 1 2004 — Чудовище без красавицы | Мария Михайловна                                        |
| 2004      | с   | На углу у Патриарших 4                                                       | Вероника Анисимовна                                     |
| 2005      | с   | Солдаты 3                                                                    | эпизод, Ольга Петровна, тёща Николая Николаевича Зубова |
| 2005      | с   | Солдаты 4                                                                    | эпизод, Ольга Петровна, тёща Николая Николаевича Зубова |
| 2005      | с   | Солдаты 5                                                                    | Ольга Петровна, тёща Николая Николаевича Зубова         |
| 2006      | ф   | Дневной Дозор                                                                | мать Галины Роговой                                     |
| 2006      | с   | Евлампия Романова. Следствие ведёт дилетант Хождение под мухой               | Капа                                                    |
| 2006      | с   | Угон                                                                         | эпизод                                                  |
| 2007      | с   | Агентство Алиби                                                              | Имя персонажа не указано                                |
| 2008      | ф   | Двое под дождём                                                              | бабушка Даши                                            |
| 2008      | ф   | Материнский инстинкт                                                         | Валентина Ивановна                                      |
| 2009      | ф   | Медвежий угол                                                                | Глафира                                                 |
| 2009      | ф   | Чудес не бывает                                                              | бабушка Жени                                            |
| 2010      | ф   | Адвокатессы Тебе конец                                                       | Ольга Константинова                                     |
| 2010      | с   | Доктор Тырса                                                                 | Светлана Аркадьевна                                     |
| 2010      | ф   | Застывшие депеши                                                             | Галевская                                               |
| 2010      | с   | Москва. Центральный округ-3                                                  | соседка Репейникова                                     |
| 2010      | ф   | Новогодний детектив                                                          | Софья Ароновна                                          |
| 2010      | с   | Последняя минута                                                             | вахтёрша                                                |
| 2011      | док | Валерий Носик. Судьба и роли                                                 | Людмила Долгорукова                                     |
| 2011      | с   | Дневник доктора Зайцевой                                                     | Лидия Сергеевна                                         |
| 2011      | ф   | Условия контракта                                                            | соседка Маши                                            |
| 2012      | с   | Три товарища                                                                 | Эмилия Теодоровна                                       |

## Награды
- Премия Московского комсомола
- Медаль ордена «За заслуги перед Отечеством» II степени (2000)